# Myospila emeishanensis
Myospila emeishanensis este o specie de muște din genul Myospila, familia Muscidae, descrisă de Feng în anul 2005. Conform Catalogue of Life specia Myospila emeishanensis nu are subspecii cunoscute.